# Jess Hargrave
Jess Hargrave – amerykański zapaśnik w stylu klasycznym. Brązowy medalista mistrzostw panamerykańskich z 2009 roku. 
Zawodnik Spencer High School.